# Гамветас, Костас
Костас Гамветас (греч.  Κώστας Γαμβέτας; 1909—1944) — греческий политический деятель, член руководства Коммунистической партии Греции. Организатор антифашистского Сопротивления в Фессалии и на Пелопоннесе. Расстрелян немецкими оккупантами в 1944 году.

## Молодость
Костас Гамветас родился в 1909 году в прибрежном селе Лимни острова Эвбея.
Он был единственным сыном в семье богатого торговца тканями.
К коммунистическому движению примкнул ещё будучи учеником Леонтиевой школы Афин (греко-французский лицей Λεόντειο Σχολή Αθήνας)
Студентом вступил в Организацию коммунистической молодёжи Греции (ΟΚΝΕ). В 1929 году был призван в армию. Но в числе других политически ненадёжных призывников был послан в штрафную роту в Калпаки (Эпир).
По инсценированному обвинению, вместе с 6 своими товарищами, предстал в ноябре 1930 года перед трибуналом в городе Янина на процессе, получившим название «мятеж 7 солдат в Калпаки» и был приговорён к смерти.
Однако Христос Дзиндзилонис, в своей книге, пишет что к смерти были приговорены только Я. Марковитис и Я. Панусис, в то время как Гамветас был приговорён к пожизненному заключению..
После выступлений прогрессивных кругов греческого общества, смертные приговоры были заменены многолетними тюремными заключениями. Гамветас был осуждён к тюремному заключению сроком в 4 года.
Осуждённые на этом процессе были освобождены в 1935 году. Он вышел из тюрьмы с подорванным здоровьем, но сразу с головой окунулся в партийную работу и стал секретарём партийной организации столичного района Новая Иония
В том же году на демонстрации протеста против мер правительства генерала Г. Кондилиса на столичной площади Синтагма, Гамветас был основным оратором. Он был арестован во время своего выступления и был осуждён на 2 года заключения. Незадолго до истечения срока он был вновь освобождён.
С установлением в августе 1936 года диктатуры генерала И. Метаксаса Гамветас был вновь арестован. Первоначально он был заключён в тюрьму на острове Эгина, но затем был переведен в тюрьму на острове Керкира, где был помещён в сектор Θ' для опасных политических заключённых.
По истечении срока заключения, в начале 1940 года, Гамветас был сослан на остров Агиос Эвстратиос, откуда летом того же года он бежал.
Был вновь арестован и заключён в крепость-тюрьму Акронафплия города Нафплион.
Василис Бардзиотас, член ЦК компартии Греции, бывший вместе с Гамветасом заключённым в Акронафплии пишет, что Гамветас выделялся своим «огромным образованием» на фоне остальных 625 заключённых.

## Война
В октябре 1940 года итальянские войска вторглись в Грецию с территории Албании.
Греческая армия отразила нападение и перенесла военные действия на албанскую территорию.
В декабре 1940 года Гамветас, будучи уже туберкулёзником, был переведен в числе 240 заключённых коммунистов в лагерь города Пилос.
В апреле 1941 года на помощь своим итальянским союзникам пришла Гитлеровская Германия, чьи войска вторглись в Грецию с территории союзной немцам Болгарии.
Даже с приближением немецких войск заключённые коммунисты не были освобождены и, как правило, передавались немцам охранявшими их греческими жандармами.
Греция была разделена на 3 зоны оккупации— немецкую, итальянскую и болгарскую.
Вслед за немцами, в Пилос вошли итальянцы, которым немцы, в свою очередь, передали заключённых коммунистов.
В июне 1941 года политические заключённые Пилоса были вновь отправлены в Нафплион.
При этом трём заключённым Гамветасу, Я. Фармакису и врачу Г. Андриопулосу удалось бежать.
Всё лето 1941 года беглецы скрывались в «коммунистическом селе» Пидасос, в 12 км от Пилоса.
Одновременно эта тройка беглых коммунистов заложила основу Сопротивления в регионе.
В декабре 1941 года Гамветас выбрался в Афины, где был избран членом ЦК компартии Греции.

## Фессалия
В марте 1942 года, будучи назначенным секретарём Региональной организации компартии в Фессалии и членом ЦК Национально-освободительного фронта (ЭАМ), Гамветас прибыл в столицу Фессалии, город Лариса.
Его задачей было осуществление решения 8-го пленума ЦК партии о развёртывнии вооружённой борьбы:14.
В апреле Гамветас даёт указание коммунистам региона: «Теперь уже есть только один способ, чтобы спасти новый урожай. Берите оружие в руки и становитесь на передовые позиции в борьбе за жизнь народа. Высшая задача этого момента следующее: Пусть выживет народ. Отныне ни одной смерти от голода».
Сразу же начинается формирование вооружённых отрядов в регионе. В мае 1942 года были созданы вооружённые отряды в селе Гиртони (по инициативе Димитриса Саракацаниса (Македона), в сёлах Царицани Карица и Анатоли. В августе 1942 года, под председательством Гамветаса (псевдоним Псило́с — высокий) в селе Кариа Олимпа состоялась первая конференция представителей партизанских отрядов Олимпа и Оссы. Было принято решение о создании объединённого штаба партизанских сил Олимпа-Оссы.
Подштаб Олимпа возглавили Н. Ксино́с и Л. Папастергиу.
Подштаб Оссы возглавили Д. Саракацанис (Македо́нас), Д. Пульос и Г. Карцио́тис:17.

## Пелопоннес
В декабре 1942 Гамветас прибыл в Афины на подпольную конференцию ЦК компартии Греции, которая приняла решение послать Гамветаса на Пелопоннес. На его место в Фессалии был назначен его односельчанин Костас Карагеоргис.
Гамветас прибыл в Патры в первых числах января 1943 года, с фальшивыми документами под именем торговца скотом Димитриос Хафатеас.
Несмотря на огромные трудности ему удалось восстановить разбитые партийные организации, вновь издать газету «Одигитис» («Ведущий»), организовать демонстрации против мобилизации на работу в Германию, создать организации ЭАМ, организовать партизанские отряды которые приступили к боям против итальянцев.
25 марта 1943 года в годовщину революции 1821 года, Гамветас и руководство партийных организаций и организаций ЭАМ организовали демонстрацию десятков тысяч жителей Патр.
Демонстранты возложили венки к памятнику митрополита Германа и стали петь Национальный гимн.
Жандармерия правительства квислингов, была не в состоянии справиться с демонстрантами и вызвала итальянскую карабинерию, которая без колебаний применила оружие против безоружного населения.
4 июля 1943 года Гамветас принял участие в слёте командования всех партизанских отрядов Народно-освободительной армии Греции (ЭЛАС) региона, состоявшемся в селе Ракита.
Было принято решение создать общий штаб соединений ЭЛАС Пелопоннеса.
Начальником штаба стал офицер ВВС Димитрис Михос, капитаном (командиром) Пантелис Ласкас и политическим руководителем Николаос Диенис. Рост партизанских сил на полуострове уже позволял создание больших частей и было принято решение создать первый на Пелопоннесе 12-й полк ЭЛАС. Командование полком было возложено на В. Андрикопулоса, Г. Сулелеса и Г.Ламбетиса.
Подход Гамветаса к привлечению широких слоёв населения в ЭАМ отражён в Бюллетене Пелопоннеского бюро ЦК компартии от августа 1943 года. Гамветас писал, что следует преодолеть систему подпольных троек, утвердившуюся в целях конспирации. Он считал, что на этом этапе конспирация будет достигнута соответствующей подготовкой всех членов партии, в то время как будет достигнуто развитие работы с массами, которой система троек препятствовала. Гамветас писал, что фундаментальной организационной формой партии должны были первичные организации.
Затрагивая вопрос отношений между партийными и внепартийными организациями, Гамветас писал, что внепартийные организации не являются филиалами партии и, следовательно, вмешательства членов партии не должны создавать сомнения о независимости внепартийных организаций.
Гамветас подчёркивал, что никакое решение внепартийных организаций, даже если оно было ошибочным, партийная организация не имела право изменить.
Это право оставалось только за внепартийными организациями.

## Арест
Рост и расширение руководимых Гамветасом организаций Сопротивления в Ахайе одновременно дал возможность внедрению в их ряды агентов немецких секретных служб.
Успехи организаций Сопротивления стали причиной ослабления мер конспирации.
Это позволило гестапо и её сотрудникам нанести 24 декабря 1943 года мощный удар по подпольной сети и нейтрализовать почти всё руководство ЭАМ Ахайи.
Утром этого дня, по указанию предателя Элпидофороса, при попытке ареста был застрелен один из самых значительных партийных деятелей Патр, Константин Милонас (Ангелос).
По указанию того же осведомителя, на улицах города был ранен и арестован Э. Аргиропулос (Димитриу) и, чуть позже, Гамветас.
Поскольку удостоверение Гамветаса оказалось фальшивым, для выяснения его личности отпечатки пальцев были отправлены в архив греческой жандармерии в Афины.
Ответ не замедлил себя ждать, но в оккупационной прессе Гамветас по прежнему именовался Д. Хафетеас.
Все арестованные были переведены в старе казармы Патр, где подверглись пыткам гестаповцев, в присутствии греческих доносчиков, скрывающих своё лицо масками.
Немцы пресекли попытку представителей Международного Красного Креста встретиться с арестованными, но заключённые сумели наладить элементарные контакты с внешним миром посредством записок через уборщиц и прачек казарм.
В одной из подобных записок, Гамветас писал своей домохозяйке, что он не питает иллюзий о своём спасении и что он спокоен перед лицом любого приговора.

## Расстрел
Гамветас (под именем Д. Хафатеос) был расстрелян 23 февраля 1944 года в числе 30 участников Сопротивления из Ахайи.
Следует уточнить, что послевоенное издание компартии Греции считает только 29 расстрелянных борцами Сопротивления, в то время как тридцатый был платным доносчиком, которого немцы расстреляли по неизвестным причинам. Он был расстрелян отдельно, поскольку остальные 29 отказались встать к расстрелу рядом с доносчиком.
Немцы оправдывали этот групповой расстрел тем, что неделей раньше, 17 февраля, были убиты 3 немецких солдата «поражённых в спину коммунистическими партизанскими бандами», согласно объявлению немецких оккупационных властей. То есть жизнь 10 греческих заключённых за жизнь каждого немецкого солдата.
Оккупационные власти замалчивали в своём объявлении, что в действительности 17 февраля 2 грузовика с немецкими солдатами совершили налёт на соседнее село Халандрица с одной единственной целью — грабёж.
Возвращаясь с награбленным, грузовики подверглись атаке 1-го батальона 12-го полка ЭЛАС. В ходе последовавшего боя партизаны убили трёх немцев и сожгли один из грузовиков.
Журналист и писатель Василис Родопулос, бывший заключённым в той же тюрьме, в своей книге «Минута молчания» свидетельствует, что как только Гамветас узнал, что немцы ограничатся расстрелом 30 (включая его самого), он радостно извещал заключённых не подпадавших под расстрел, как и Родопулоса: «Василис ты будешь жить».
23 февраля 1944 года Гамветас, Эвангелос Аргиропулос и ещё 28 борцов Сопротивления были расстреляны во дворе казарм Патр.
Георгиос Перевопулос в своём дневнике свидетельствует о героическом поведении Гамветаса и его 28 товарищей перед лицом расстреливающих их немцев.
Смертников подвели к заранее вырытой траншее. Немецкий офицер зачитывал смертникам, что «мы пришли как друзья, вы ежедневно убиваете нас». Немец информировал смертников что сожалеет о их расстреле, но предложение о амнистии было отклонено штабом дивизии.
В ответ Гамветас первым стал петь национальный гимн: «узнаю тебя по острому лезвию меча».
После расстрела, в камеру заключённых немцы неожиданно вернули Димитриса Полидоропулоса, сочтя что эта фамилия была по ошибке повторена дважды.
Полидоропулос лишь успел рассказать подробности расстрела, как немцы вновь забрали его к месту расстрела — они не досчитались одного расстрелянного и убедились, что фамилия правильно упоминалась дважды — то были двоюродные братья.

## Память
На центральной площади прибрежного села Лимни острова Эвбея установлены бюсты двум его славным сыновьям — героическим коммунистам и журналистам Костасу Гамветасу и Костасу Карагеоргису.
Бюст Гамветаса отлит в бронзе скульптором Георгием Кархалиосом.
Гамветас изображён в молодом возрасте, с волнистыми волосами.
На постаменте выбито Костас Н. Гамветас (Никос Псилос) 1909—1944, герой Национального Сопротивления. Скульпотр А. Карахалиос.